# Euphorbia quaitensis
Euphorbia quaitensis är en törelväxtart som beskrevs av Susan Carter. Euphorbia quaitensis ingår i släktet törlar, och familjen törelväxter. Inga underarter finns listade i Catalogue of Life.